# Agnes Pockels
Agnes Luise Wilhelmine Pockels (ur. 14 lutego 1862 w Wenecji, zm. 21 listopada 1935 w Brunszwiku) – niemiecka fizykochemiczka samouk, pionierka badań nad zjawiskami na powierzchni cieczy.

## Życiorys
Agnes Pockels urodziła się w 1862 roku w Wenecji, gdzie stacjonował jej ojciec, Theodor Pockels, oficer armii austriackiej. W 1865 roku przyszedł tam na świat jej brat Friedrich (Fritz) Pockels, późniejszy fizyk niemiecki zajmujący się optyką, odkrywca efektu Pockelsa.
W 1871 roku rodzina przeniosła się do Brunszwiku i tam Agnes uczęszczała w latach 1872–1877 do miejskiej szkoły średniej dla dziewcząt – była to jedyna w jej życiu formalna edukacja. W Niemczech uniwersytety nie przyjmowały wówczas kobiet, gdy zaś pojawiła się już taka możliwość, na studia Agnes nie wyrazili zgody jej rodzice. Dostęp do podręczników akademickich i literatury naukowej uzyskała dopiero w 1883 roku, kiedy to studia fizyczne rozpoczął Fritz. Agnes Pockels mieszkała w Brunszwiku do końca życia, prowadząc dom i zajmując się schorowanymi rodzicami.

## Praca naukowa
Swoje eksperymenty z warstwami powierzchniowymi, które rozpoczęła w wieku lat 18, Agnes Pockels wykonywała w domowej kuchni, zainspirowana początkowo tworzeniem się piany i błon powierzchniowych na brudnej wodzie podczas zmywania naczyń.
Wyniki tych doświadczeń udało jej się opublikować dopiero w 1891 roku, gdy napisała do lorda Rayleigha, dzięki któremu tłumaczenie jej listu wydrukowano w „Nature”. Opisała w nim swój przyrząd pomiarowy (wczesna wersja wanny Langmuira-Blodgett), pozwalający na badanie zależności między napięciem powierzchniowym, grubością warstwy i obecnością zanieczyszczeń oraz otrzymane za jego pomocą wyniki.
W latach 1891–1918 Pockels opublikowała w sumie czternaście prac, w „Nature”, „Naturwissenschaftliche Rundschau”, „Annalen der Physik”, „Physikalische Zeitschrift” oraz „Die Naturwissenschaften”. Jej badania zakłóciła I wojna światowa i po roku 1918 Anges Pockels opublikowała tylko dwie prace (The measurement of surface tension with the balance (1926) „Science” 64, 304 oraz Über die Abhängigkeit der Benetzbarkeit fester Körper von der Berührungsdauer (1933) „Kolloid-Zeitschrift”, 62, 1).
Publicznego uznania swoich dokonań doczekała się późno: w 1931 roku otrzymała doroczną nagrodę niemieckiego Kolloidgesellschaft, a w 1932 roku doktorat honoris causa Uniwersytetu Technicznego w Brunszwiku.